# Colby Parkinson
Colby John Parkinson (San Ramón, California, 8 de enero de 1999) más conocido como Colby Parkinson, es un jugador profesional estadounidense de fútbol americano que se desempeña en la posición de tight end en Seattle Seahawks, equipo de la National Football League (NFL).

## Carrera
Fue seleccionado en la cuarta ronda en la Reunión Anual de Selección de Jugadores de la NFL de 2020. Hizo su debut profesional con el equipo Seattle Seahawks, donde lleva jugando cuatro temporadas.